# Solpontense Futebol Clube
El Solpontense Futebol Clube (crioll capverdià: Solpuntensi Futibol Klubi) és un club capverdià de futbol de la ciutat de Ponta do Sol a l'illa de Santo Antão.
Va ser fundat el 1990.

## Palmarès
- Lliga de Santo Antão de futbol:[6]

1995/96, 1998/99, 1999/00, 2000/01
- Lliga de Santo Antão Nord de futbol:[6]

1998/99, 1999/00, 2007/08, 2009/10, 2012/13
- Copa de Santo Antão Nord de futbol:

2009/10
- Supercopa de Santo Antão Nord de futbol:

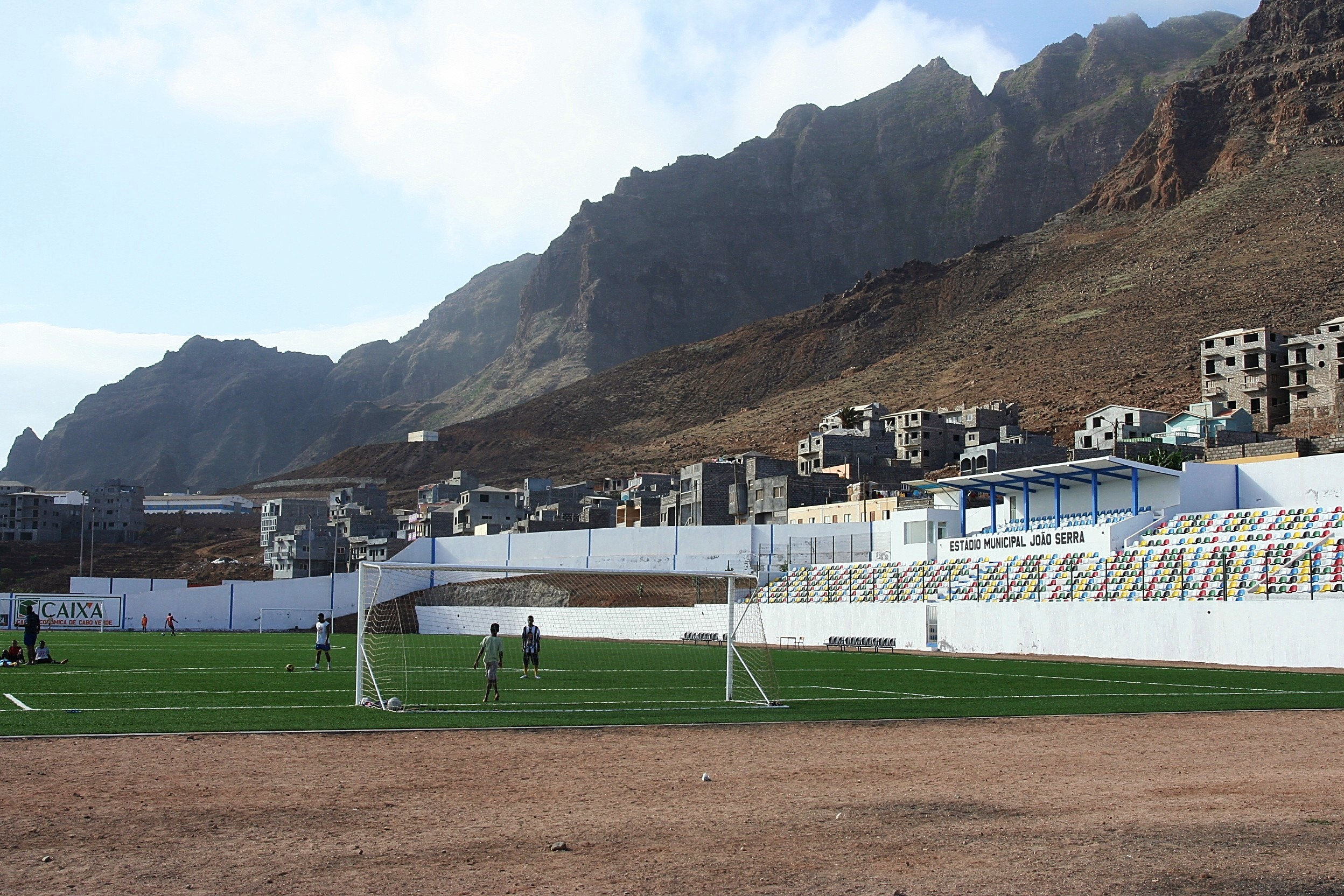
Estádio João Serra, seu de Solpontense.

1999/2000